# Palliatief verpleegkundige
Een palliatief verpleegkundige is een verpleegkundige die palliatieve zorg verleent aan patiënten die, door ouderdom of doordat ze uitbehandeld zijn voor een levensbedreigende aandoening, in de laatste levensfase verkeren. Enkele voorbeelden van deze levensbedreigende ziekten zijn kwaadaardige aandoeningen, COPD, ALS en hartfalen, maar ook dementie is een ziekte waarbij geen genezing meer mogelijk is.
Een palliatief verpleegkundige kan zorg aan huis of in een hospice verlenen.
Bij de palliatieve zorg ligt de nadruk uitdrukkelijk op het verzachten of wegnemen van lichamelijk of psychisch lijden. Lichamelijke klachten moeten zo vroegtijdig mogelijk en ook zorgvuldig in kaart worden gebracht, zodat er tijdig en adequaat ingespeeld kan worden op deze symptomen. Naast het lichamelijke aspect zijn ook het geven van psychologische, sociale en het spirituele steun belangrijke aspecten bij het stervensproces. De verpleegkundige streeft bovendien naar interculturaliteit door rekening te houden met rituelen en gebruiken, indien van toepassing overeenkomstig de levensovertuiging van de patiënt.

## Opleiding

### Nederland
De Nederlandse opleiding tot palliatief verpleegkundige duurt gemiddeld een jaar en is een vervolgopleiding op de reguliere opleiding tot verpleegkundige. Alleen BIG-geregistreerde verpleegkundigen kunnen de opleiding volgen. De opleiding vindt voornamelijk plaats in de praktijk.